# The Killer's Game
The Killer's Game è un film del 2024 diretto da J.J. Perry e tratto dall'omonimo romanzo di Jay Bonansinga.

## Trama
Quando al sicario Joe Flood viene diagnosticata una malattia terminale, questo decide di prendere in mano la situazione, autorizzando un contratto per se stesso. Ma quando gli stessi sicari che ha ingaggiato prendono di mira anche la sua ex fidanzata, Joe si ritroverà costretto a combattere i suoi colleghi sicari e si impegna a riconquistare l’amore della sua vita prima che sia troppo tardi.

## Produzione
Lo sviluppo del film si è fermato silenziosamente fino a maggio 2023, quando i diritti di distribuzione sono passati alla Lionsgate e JJ Perry avrebbe dovuto dirigere e James Coyne avrebbe dovuto riscrivere la sceneggiatura. Il cast ha mantenuto Bautista e Ice Cube e ha aggiunto Sofia Boutella e Ben Kingsley.  A luglio, Pom Klementieff, Scott Adkins, Drew McIntyre e Marko Zaror sono stati tra le nuove aggiunte al cast.  A marzo 2024, è stato annunciato che Terry Crews avrebbe preso parte al cast al posto di Cube. 
La produzione è iniziata nel luglio 2023 a Budapest,  dopo aver ottenuto una deroga all'accordo provvisorio per procedere con le riprese durante lo sciopero SAG-AFTRA del 2023.  I crediti di scrittura finali sono stati presentati nel novembre 2023 ; il credito per la sceneggiatura è stato attribuito a Ravich e Coyne e il credito per il materiale letterario aggiuntivo fuori campo è stato attribuito a Caruso, Nick Cassavetes, John Joseph Connolly, Michael Dowse, Cory Goodman, Kinberg, Landesman, Brian Rudnick e Kurt Wimmer.

## Promozione
Il trailer ufficiale è stato distribuito il 5 giugno 2024.

## Distribuzione
Il film è stato distribuito dal 13 settembre 2024.

## Accoglienza

### Incassi
Il film ha incassato poco più di 5,9 milioni di dollari.

### Critica
Su Rotten Tomatoes 50 critici esprimono un gradimento del 46%, con un voto medio di 5.1/10; su Metacritic il voto medio di 10 critici è di 36/100.